# Министарство војске (Јапан)
Министарство војске (јап. 陸軍省 — рикугунсјо) било је министарство Јапанског царства одговорно за управу у Јапанској царској војсци од 1872. до 1945.
Основано је априла 1872. истовремено с Министарством морнарице, а замијенили су претходно Министарство војних послова. Ново министарство је првобитно било задужено и за управне и за оперативне послове. Међутим, након оснивања Генералштаба Јапанске царске војске у децембру 1878. Министарство војске је задржало само управну функцију (буџет, кадровска питања, политички односи с Парламентом и Кабинетом).
Министарство војске је 1873. било организационо подијељено на: секретаријат министра, прво тајно одјељење, друго војно одјељење, треће артиљеријско одјељење, четврто инжењерско одјељење, пето финансијско одјељење и шесто генералштабно одјељење. Децембра 1878. генералштабно одјељење је преобразовано у Генералштаб Јапанске царске војске непосредно потчињен цару. Реорганизацијом министарства 1900. основана су сљедећа одјељења: општих послова, кадровско, војно, финансијко, медицинско и правно.
Министар војске је у периоду од 1900. до 1913. и од 1936. до 1945. по закону морао да буде активно војно лице. Закон је донесен 1900. у мандату премијера Јамагате Аритома, утемељивача јапанског милитаризма. Закон је омогућио Јапанској царској војсци тј. њеном Генералштабу да спријечи формирање Кабинета тако што не би предложио кандидата за министра војске. Након пораза Јапанског царства у Другом свјетском рату, Министарство војске је укинуто децембра 1945.